# Paul Pappenheim
Eugen Julius Adolf Paul Pappenheim (* 20. September 1878 in Berlin; † 12. Mai 1945 ebenda) war ein deutscher Zoologe und von 1. Juli 1926 bis 9. November 1938 zweiter Direktor des Zoologischen Museums Berlin (heute Museum für Naturkunde). Zudem war er dort als Kustos der Ichtyologischen Abteilung beschäftigt.

## Familie
Paul Pappenheim war der Sohn von Eugen Itzig Pappenheim (1831–1901) und dessen zweiter Ehefrau Anna Pappenheim (* 1844; † unbekannt). Seine Mutter und seine Geschwister Karl Pappenheim (* unbekannt; † unbekannt) und Gertrud Pappenheim (1871–1964) sowie seine Halbschwester Anna Agnes Dorothea Wiener (* 1886; † 1946) waren allesamt der Fröbelpädagogik und der Kindergartenbewegung angehörig. Am 7. Dezember 1922 heiratete er Anna Marta Schröter geborene Behm. Aus der Partnerschaft gingen seine Kinder Ruth Pappenheim (* 28. August 1906; † unbekannt) und Erich Pappenheim (* 12. April 1910; † unbekannt) hervor.

## Leben

### Schulbildung und Studium
Als einer von sieben Schülern schloss Paul Pappenheim 1897 das Köllnische Gymnasium zu Berlin mit dem Reifeprüfungszeugnis ab. Im Anschluss studierte er von 22. Oktober 1897 – 21. Oktober 1901 an der Philosophischen Fakultät der Friedrich-Wilhelms-Universität Berlin. Nach seinem Studium promovierte Pappenheim am Zoologischen Institut in Berlin und erlangte 1902 den Doktorgrad.

### Erste Berufsjahre und Militärausbildung
Im Anschluss an sein Studium arbeitete P. Pappenheim als Hilfstechniker am Zoologischen Institut, bevor er auf freiwilliger Basis zum aktiven militärischen Dienst ging. Hier leistete er im Telegraphen-Bataillon I. 1. Kampagne im Zeitraum von 1. Oktober 1903 bis 30. September 1904 seinen Militärdienst ab.
Am 1. Oktober 1904 mit der Verwaltung der Abteilung Pisces (Fische) am Zoologischen Institut beauftragt. 1905 kam Pappenheim zu einer einwöchigen Übung im Garnisonslazarett unter, ehe er am 3. September 1905 zum Unteroffizier des deutschen Reiches befördert wurde. Im Garnisonslazarett Brandenburg bei Havel war er in dem Zusammenhang von 4. August 1905 bis 28. September 1905 stationiert.

### Beruflicher Aufstieg
Nach der Rückkehr aus dem Lazarett arbeitete Pappenheim im Zoologischen Museum. Dabei war Pappenheim zunächst ab dem 1. Februar 1906 im Range eines Assistenten beschäftigt, ehe er am 20. Februar 1909 als Kustos seine Tätigkeit aufnahm. Am 1. August 1914 wurde Pappenheim verbeamtet.

### Militäreinsatz im Ersten Weltkrieg
Während des Ersten Weltkrieges war Pappenheim zwischen dem 4. August 1914 und dem 28. November 1918 in folgenden Kriegslazaretten stationiert: Chancey, Lincay, La Capelle, Fourmier. Nach dem Ende des Ersten Weltkrieges war Pappenheim für den Zeitraum vom 31. Dezember 1918 bis 22. Februar 1919 im Reservelazarett Perleburg stationiert. Nach der Entlassung dem Reservelazarett Perleburg wurde Pappenheim Feldlazarettinspektor.
Pappenheim hat während seiner Kriegszeit weder an Gefechten noch an Stellungskämpfen teilgenommen und war zu keinem Zeitpunkt in Kriegsgefangenschaft. Am 31. März 1921 folgte die Ernennung zum Feldinspektor.

### Orden und Ehrenzeichen
Für seine Dienste im Telegraphen-Bataillon erhielt Paul Pappenheim am 8. März 1905 das Ehrenkreuz für Kriegsmitteilungen. Zudem wurde er am 28. Juli 1917 mit dem Eisernen Kreuz 2. Klasse ausgezeichnet. Nach Erlass des Reichsministers für Wissenschaft, Erziehung und Volksbildung vom 17. August 1938 wurde ihm am 19. September 1938 das Treuedienst-Ehrenzeichen 2. Stufe (in Silber) ausgehändigt.

### Beruflicher Wiedereinstieg nach dem Ersten Weltkrieg
Nach seiner Rückkehr aus dem Reservelazarett Perleburg an das Zoologische Museum erhielt er am 31. Juli 1919 den Titel Professor. Am 1. Juli 1926 folgte seine Ernennung zum zweiten Direktor des Zoologischen Museum.
Ab dem 1. April 1936 wurde das Zoologische Institut aus der philosophischen Fakultät ausgegliedert und in die mathematisch-naturwissenschaftliche Fakultät eingeordnet.
Im Rahmen seiner Tätigkeit als zweiter Direktor war Pappenheim zudem Mitglied im Bund der Deutschen Naturwissenschaftlichen Museen und übte 1928 bis 1936 das Amt des Schatzmeisters aus.
Da Pappenheim väterlicherseits „nichtarischer“ Abstammung war, wurde im Auftrag des Reichs- und preußischen Ministers für Wissenschaft, Erziehung und Volksbildung versucht, ihn dahingehend zu beeinflussen, selbst den Ruhestand zu beantragen. Darauf folgte, dass Pappenheim um seine Entlassung aus dem Amt des Zweiten Direktors bat. Am 9. November 1938 wurde er offiziell von dieser Position entbunden. Die Position des Kustos der Ichtyologischen Abteilung behielt er jedoch, da auf Grund einer drohenden Verminderung seines Einkommens die Verantwortung gegenüber seiner Familie nicht mehr hätte tragen können.

## Politik
Pappenheim war kein Mitglied von NSDAP, Stahlhelm, Bund der Frontsoldaten (NSDFB) oder sonstiger politischer Parteien. Zudem besaß Pappenheim keine Zugehörigkeit zu Freimaurern, anderen Logen, logenähnlichen Organisationen oder Ersatzorganisationen. Er war lediglich Mitglied im Reichsbund der höheren Beamten, welcher 1933 von den Nationalsozialisten aufgelöst wurde und durch die NSDAP am 1. Januar 1934 als „Reichsbund der höheren Beamten e. V.“ neu gegründet wurde.

## Publikationen
- Die Fische der deutschen Südpolarexpedition – Die Fische der Antarktis und Subantarktis 1901–1903. Reimer, Berlin 1914.
- Beiträge zur Kenntnis der Entwicklungsgeschichte von Dolomedes fimbriatus Clerck, mit besonderer Berücksichtigung der Bildung des Gehirns und der Augen. Berlin, Phil. Diss. v. 15. August 1902
- Ueber die Fischfauna des Rukwa-Sees. Sitzungsberichte der Gesellschaft Naturforschender Freunde zu Berlin, 6 1903 S. 259–271
- Ein neuer „pseudo“-elektrischer Fisch aus Kamerun, Mormyrus tapirus sp. n. Sitzungsberichte der Gesellschaft Naturforschender Freunde zu Berlin. 1905 S. 217–219
- Eine alte Afrikaner Familie (Mormyridae). Natur. Z. Naturf. Stuttgart, 2 1906 S. 340–344
- Neue und ungenügend bekannte elektrische Fische (Fam. Mormyridae) aus den deutsch-afrikanischen Schutzgebieten. Pappenheim; Sitzungsberichte der Gesellschaft Naturforschender Freunde zu Berlin 1906 S. 260–264
- Zur Systematik und Variationsstatistik der Mormyriden hauptsächlich aus den deutsch Afrikanischen Schutzgebieten, Mitteilungen aus dem Zoologischen Museum in Berlin, 3 (3) 1907 S. 339–367, 3
- Ein Beitrag zur Osteologie des Fischschädels. Die Mormyriden-Gattung Campylomormyrus Blkr. Zoologischer Anzeiger, 32 (6) 1907 S. 137–139, 3
- In Zoologische und anthropologische Ergebnisse einer Forschungsreise im westlichen und zentralen Südafrika ausgeführt in den Jahren 1903–05 mit Unterstützung der Kgl. Preussischen Abhandlungen der Königlichen Akademie der Wissenschaften zu Berlin, 4 (2) 1910 S. 273–278,tab
- Zoologische Ergebnisse der Expedition des Herrn G. Tessmann nach Süd-Kamerun und Spanisch-Guinea. Fische. Mitteilungen aus dem Zoologischen Museum in Berlin, 5 1911 505–528,6 fig.
- Fische von der Deutschen Zentral-Afrika Expedition 1907–1908. Wissenschaftliche Ergebnisse der Deutschen Zentral-Afrika Expedition, 5 (2) 1914 S. 225–260,10 pl.
- Diagnose einer neuen Characiniden-Art aus Südamerika, Aphyocharax rubropinnis sp. n. Sitzungsbericht von 1921 S. 36–37
- Fische aus Ostkamerun. Sitzungsberichte der Gesellschaft Naturforschender Freunde zu Berlin. 1926 S. 133–134